# サブコメリン
サブコメリン(Sabcomeline)は、M1受容体の選択的パーシャルアゴニストで、アルツハイマー病の治療薬として開発が進められた。結果不良で開発中止になる前に第3段階の治験まで進んだ。